# El nen de l'espai
El nen de l'espai (火の鳥2772 愛のコスモゾーン, Hi no Tori 2772: Ai no Kosumozōn) és una pel·lícula anime japonesa de ciència-ficció dirigida per Taku Sugiyama del 1980, i que constitueix l'adaptació cinematogràfica del manga Fènix d'Osamu Tezuka. Està doblada al català.

## Argument
Al segle XXVIII, la Terra i la majoria dels mons que ha colonitzat estan en declivi. En aquest món futurista, un nen rep com a regal d'aniversari una mainadera androide que el seguirà constantment. Un cop es fa adult, s'uneix a l'Acadèmia Espacial i s'endinsa en una aventura en l'univers conegut, coneixent diferents races alienígenes, uns d'amics i uns altres d'enemics. El seu objectiu és trobar el Fènix, una criatura mítica amb propietats energètiques increïbles. Donat el coratge i la força de voluntat que demostra durant aquesta recerca, el Fènix decideix esbrinar més sobre aquest aventurer tenaç i la raça de la qual forma part. Així, el Fènix decideix habitar el cos de l'androide que sempre l'acompanya.

## Estrena
El nen de l'espai es va estrenar al Japó el 15 de març de 1980, on va ser distribuïda per Tōhō.
El 7 de maig de 1994 es va estrenar a TV3 dins de l'espai Club Super3 en llengua catalana.